# Aba Nord
Aba Nord (en Yoruba Agbègbè Ìjọba Ìbílẹ̀ Àríwá Aba), est une zone de gouvernement local dans l'État d'Abia au Nigeria,.